# Moros i Cristians d'Elda
Els Moros i Cristians d'Elda són una important festa popular de la ciutat d'Elda (Vinalopó Mitjà), al País Valencià. Se celebren cada any entre l'última setmana de maig i primera setmana de juny, amb una durada regular de cinc dies. Tenen la declaració d'Interès Turístic i commemoren la festivitat de Sant Antoni, el patró de les festes.

## Història
Les festes de Moros i Cristians, molt populars per les comarques valencianes, commemoren la conquesta de les antigues terres musulmanes pels cristians. Les festes se celebren a Elda des de l'any 1944, en el qual es commemora la festivitat de Sant Antoni.
Dos anys després, atès que la diada de Sant Antoni cau al ple hivern, les festes van ser ajornades a quatre mesos i escaig més tard. Des de llavors es venen celebrant anualment, en una data que s'assigna cada any, i que oscil·la entre l'últim cap de setmana de maig, i el primer de juny.

## Festa

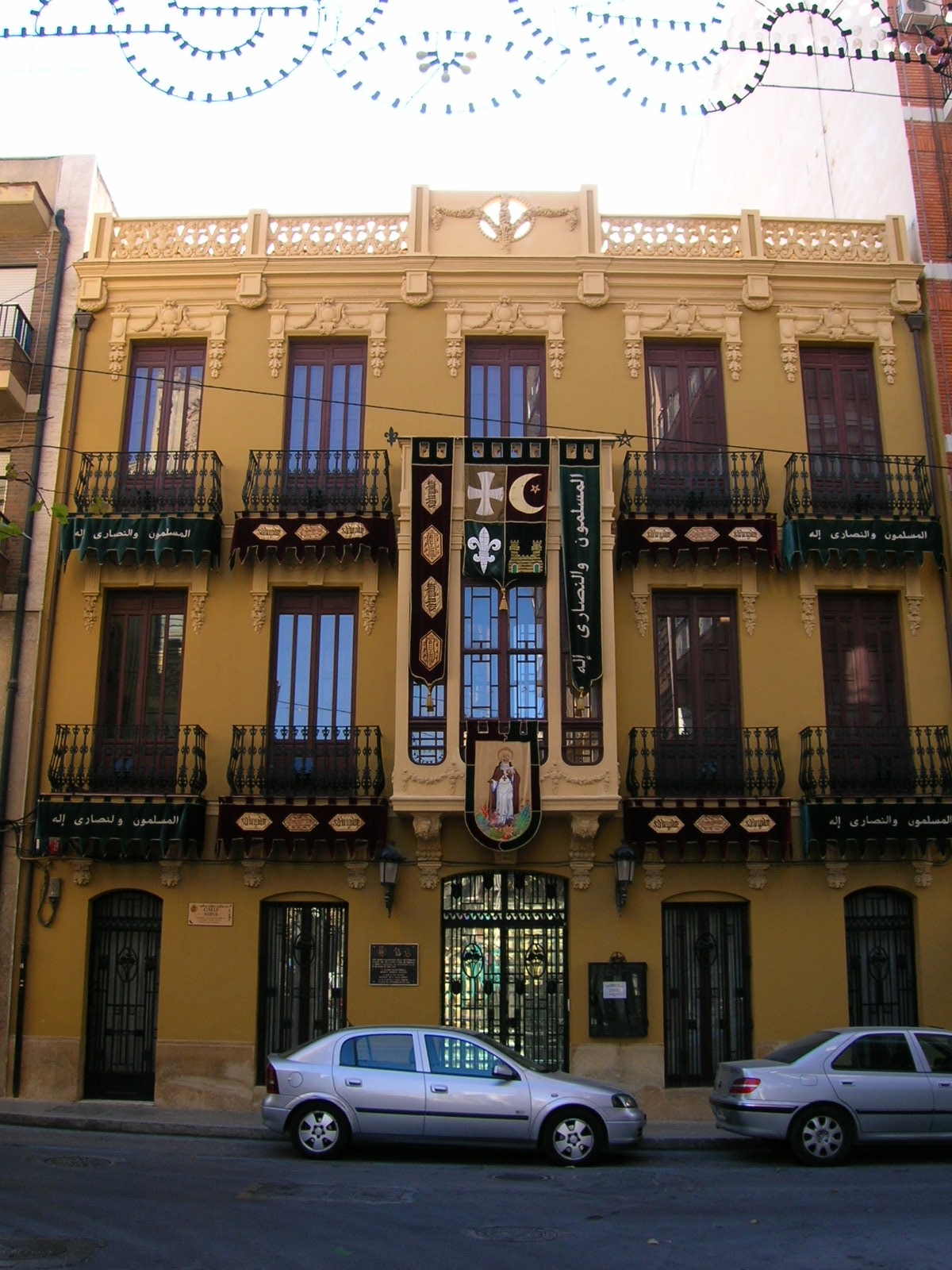
Seu de la Junta Central de Moros i Cristians.

Les festes tenen una durada de cinc dies, que sempre comencen en dijous, i finalitzen en dilluns. No obstant això es declaren obertes amb la pronunciació del pregó, la nit del dimecres.
L'espectacularitat dels moros i cristians d'Elda es reflecteix en la quantitat de festers que formen les comparses, alguna amb més de 1.000 integrants. La desfilada de comparses a l'ermita del sant amb la imatge en processó fins a l'església de Santa Ana és un dels actes centrals de la programació festiva. La batalla de trabucaires i l'assalt al castell és esperat pels veïns de la localitat vinalopera, que assisteix a les corresponents entrades.

## Actes festers[calcitació]

### Dimecres
- 23.00 Pregó des del Castell d'Ambaixades, en la Plaça de la Constitució.
- A la fi d'aquest, castell de focs artificials.

### Dijous
- 20.00 Entrada de Bandes des de la Plaça del Sabater fins a la Plaça de la Constitució. Desfilen una banda per cada comparsa, i al terme de l'entrada es toca el pasdoble Idella, que és corejat pels milers d'assistents.
- 24.00 Retreta. Desfilada en el qual solament una part dels festers, vestits de vestit oficial, realitzen cercaviles de caràcter festiu, alegre i informal.

### Divendres
- 11.30 Trasllat del Sant Sant Antoni, des de la seva ermita fins a l'Església de Santa Ana.
- 19.00 Desfilada Infantil, on desfilen solament els nens d'ambdós bàndols.
- 24.00 Ambaixà del Carrer del Marquès. Acte extraoficial però molt popular, de caràcter humorístic.

### Dissabte
- 10.00 Alardo de trabucaires d'ambdós bàndols per carrers de la ciutat.
- 11.30 Estafeta i Ambaixada mora. Després de la lluita es produïx la conquesta mora del castell.
- 18.00 Entrada Cristiana, amb la participació de tots els festers de les 9 comparses, obrint la desfilada el bàndol cristià.

### Diumenge
- 8.00 Diana. Desfilada en el qual festers de vestit oficial, acompanyats de bandes de música, amb l'objectiu de "despertar" i cridar als actes festers.
- 11.30 Ofrena de Flors en la porta de l'Església de Santa Ana.
- 12.30 Missa Major presidida per Sant Antoni, també a l'Església de Santa Ana.
- 18.00 Entrada Mora, amb la participació de tots els festers, obrint la desfilada el bàndol moro.

### Dilluns
- 10.00 Alardo de trabucaires d'ambdós bàndols per carrers de la ciutat.
- 11.30 Estafeta i Ambaixada cristiana. Després de la batalla, reconquesta del castell pels cristians.
- 18.30 Processó de Sant Antoni. A la seva fi, trasllat del sant de tornada a la seva ermita, i tir de focs artificials com a tancament de les festes.

## Comparses
Actualment a Elda hi existeixen nou comparses, dividides en dos bàndols, i cada comparsa té uns càrrecs festers que es renoven tots els anys, composts per capità, banderera i capità i banderera infantil.
Bàndol Moro:
- Realistes
- Musulmans
- Marroquins
- Hosts del Cadí

Bàndol Cristià:
- Cristians
- Pirates
- Estudiants
- Contrabandistes
- Zíngars

Comparses desaparegudes: - Mariners (1959) - Navarresos (1963) - Cavallers del Cid (1980) 

## Curiositats
- La festivitat de Sant Antoni, al caure en gener, també se celebra i es denomina la Mitja Festa, amb només dos dies de festa i desfilades especials.
- La comparsa de Pirates es va iniciar en el bàndol moro però anys més tard es va considerar una comparsa cristiana.
- El que fa particular a la festa d'Elda és el caràcter d'espectacle en les desfilades i de festa en els carrers. A diferència d'altres localitats, que tenen una celebració més clàssica, en els Moros i Cristians d'Elda els vestits de les comparses són més atrevits i moderns, hi ha esquadres mixtes (homes i dones)i tenen un gran protagonisme els nens i les dones.